# Rupert Mayer

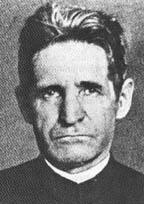
Rupert Mayer

Rupert Mayer (Stuttgart, 23 januari 1876 – München, 1 november 1945) was een Duitse jezuïet en een leidende figuur van het Duitse, katholieke verzet tegen het naziregime. Mayer werd in 1987 zalig verklaard.

## Levensloop
Mayer werd in 1899 tot priester gewijd. In 1914 meldde hij zich aan als aalmoezenier. In 1915 was hij de eerste rooms-katholieke geestelijke aan wie het IJzeren Kruis eerste klasse werd toegekend. Hij werd in 1916 gewond aan het front in Roemenië waarbij hij zijn linkerbeen verloor.
Na de Eerste Wereldoorlog was Mayer actief in de armenzorg in München. Hij hielp mee aan de vestiging van een klooster van de Congregatie van de zusters van de Heilige Familie om hem bij te staan in zijn werk.
Al in 1923 uitte Mayer kritiek op de nationaalsocialisten en verklaarde dat een Duitse katholiek nooit een nationaalsocialist kan zijn. De charismatische Mayer werd een van de populairste predikanten van München en zijn diensten trokken veel gelovigen. In zijn preken en in openbare bijeenkomsten verdedigde hij de Katholieke Kerk tegen aanvallen van de nazi's. In 1937 werd hem door de Gestapo verboden om nog te spreken op openbare bijeenkomsten. Maar in zijn preken bleef Mayer kritiek uitoefenen op de nazi's. Op 5 juni 1937 werd hij door de Gestapo in hechtenis genomen 'voor zijn eigen veiligheid'. In een gemediatiseerd proces in juli 1937 werd Mayer veroordeeld tot vijf maanden gevangenisstraf wegens het in gevaar brengen van de stabiliteit van de staat. Deze veroordeling leidde tot een demonstratie van sympathisanten in de rechtbank. Hij werd opgesloten in de gevangenis van Landsberg. Ook na zijn vrijlating kreeg Mayer een spreekverbod opgelegd.
In september 1939 werd Mayer opnieuw opgepakt 'voor zijn eigen veiligheid'. Na een jaar eenzame opsluiting in het concentratiekamp van Sachsenhausen werd hij verbannen naar een benedictijner klooster in Ettal. Daar verbleef hij gedurende de rest van de oorlog in huisarrest. Mayer overleed in 1945 kort na de oorlog tijdens een misviering.

## Verering
Rupert Mayer werd in 1956 uitgeroepen tot Dienaar Gods en in 1987 werd hij zalig verklaard door paus Johannes Paulus II. Zijn naamdag is op 3 november.

## Afbeeldingen

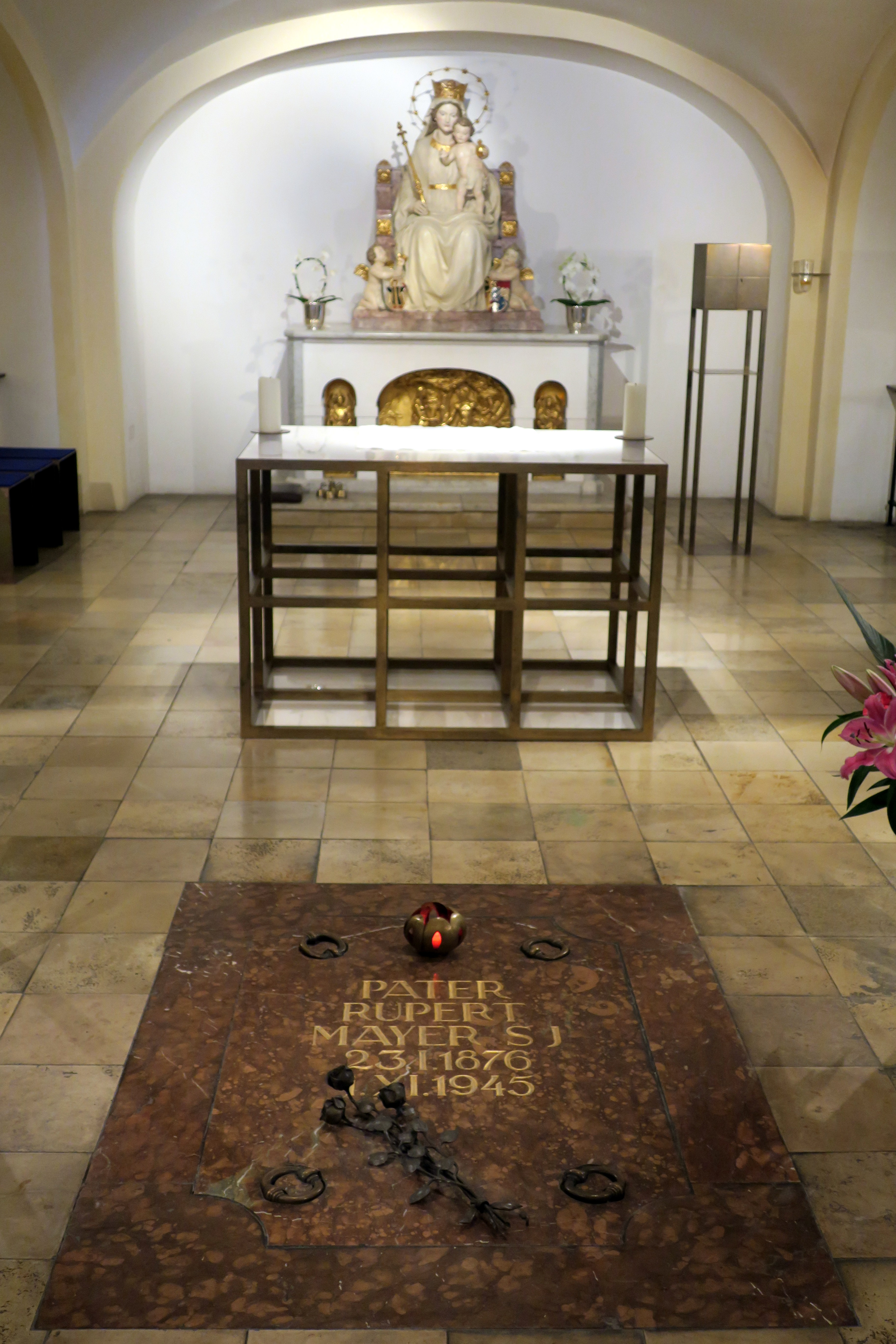
Graf van Rupert Mayer in de Bürgersaalkirche (München)
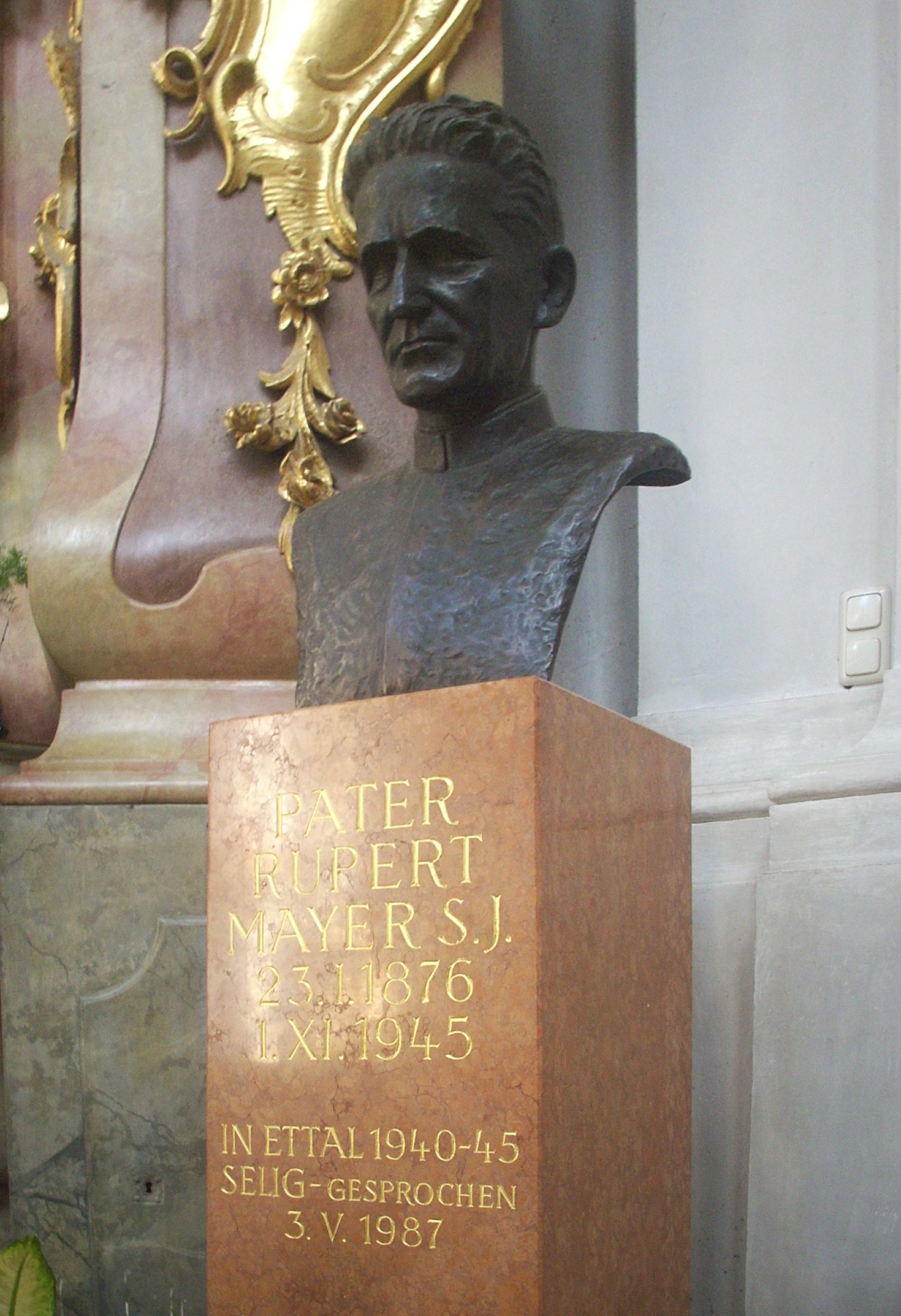
Buste in de abdijkerk van Ettal
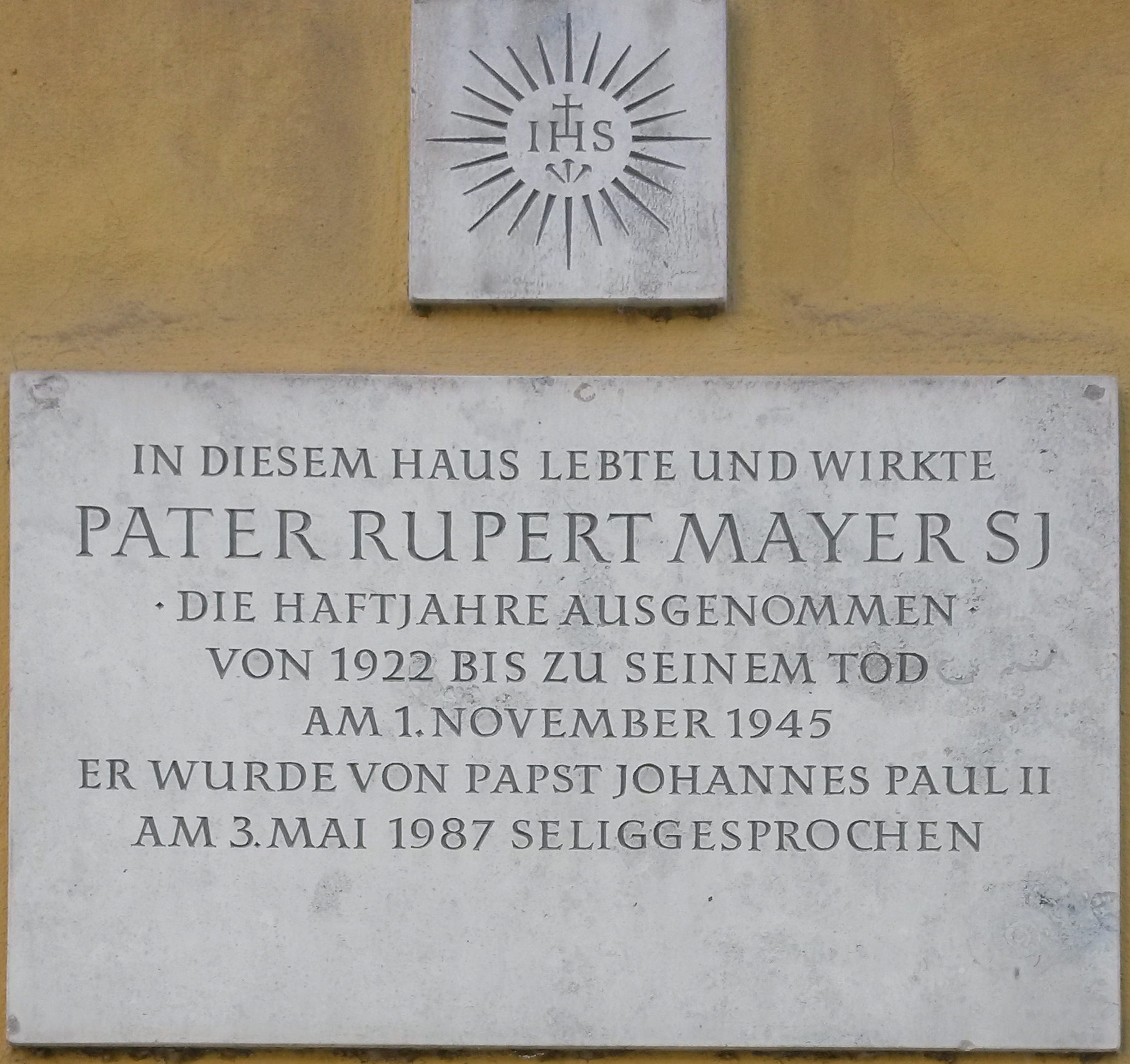
Gedenksteen op het woonhuis van Rupert Mayer

- Bibliothèque nationale de France: cb12178449f (data)
- Gemeinsame Normdatei: 118579622
- International Standard Name Identifier: 0000 0000 7139 0596
- Library of Congress Control Number: n81074569
- Bibliotheek van het Japanse parlement: 00621098
- Nationale Bibliotheek van Tsjechië: js20011212161
- Nationale bibliotheek van Australië: 35991150
- Nationale Bibliotheek van Israël: 987007277289405171
- Nationale Bibliotheek van Polen: a0000002282070
- Nederlandse Thesaurus van Auteursnamen: 100048854
- SNAC: w6vt3zvs
- Système universitaire de documentation: 030351464
- Trove: 1176079
- Virtual International Authority File: 47554453
- WorldCat: E39PBJyCyW6fVvrTf6CXvRhmBP